# Rue Trop-Va-Qui-Dure
La rue Trop-Va-Qui-Dure est une ancienne rue de Paris, disparue en 1813 lors de la démolition du Grand Châtelet. Elle était située à cheval sur les anciens 4e et 7e arrondissements de Paris.

## Origine du nom
L'origine du nom reste mystérieuse,,.

## Situation
Cette rue qui était située entre le Grand Châtelet et la Seine commençait rue de la Saunerie et quai de la Mégisserie et finissait rue de la Joaillerie et rue de Gèvres. Elle était située à cheval sur les anciens 4e et 7e arrondissements de Paris.

## Historique
Le plus ancien nom de cette rue est « chemin le Long de la Seine , « Grant-Rue le Long de la Seine », également appelée « rue de la Descente de la Vallée de Misère », « Vallée de Misère, », et « Vallée des Misères ».
Elle est citée dans un manuscrit de l'abbaye Sainte-Geneviève de 1450 sous le nom de « rue de la Mesgisserie ».
En 1524, elle porte le nom de « rue des Bouticles Près Saint-Leufroy », « rue des Bouticles Près et Joignant Saint-Leufroy » et « rue des Bouticles Joignant Saint-Leufroy ». En 1540, elle est nommée « rue de la Tournée du Pont ». En 1615, c'est la « rue de la Vallée de la Misère » et en 1636, elle devient « Descente de la Vallée de la Misère ».
Au milieu du XVIIe siècle, elle devient « rue Trop-Va-Qui-Dure », « rue Qui-Trop-Va-Si-Dure » ou « rue Qui-Mi-Trouva-Si-Dure », dont on ignore l'étymologie. Jacques Hillairet émet l'idée que ces noms pourraient provenir d'un trou punais, qui subsistait (un trou qui dure) ou bien d'une enseigne qui aurait signifié « ce qui dure va loin ». Une partie de la voie est citée sous le nom de « rue de la Descente de la vallée de misère » et une autre sous le nom de « rue du Quay de la mégisserie » dans un manuscrit de 1636.
Le nom de « vallée des Misères » (ou « vallée de la Misère ») a également été porté au XVIIe siècle par le début du quai de la Mégisserie. Le mot « vallée » ayant le sens de « placée en contrebas » et le mot « misère » rappelant la crue de la Seine de janvier 1493 qui avait apporté misère et désolation. 
En mémoire de ce débordement, on érigea au coin de la vallée de la Misère un pilier portant une image de la Vierge, et sur lequel fut gravée cette inscription :
« Mil quatre cens quatre-vingt-treize,

le septième jour de janvier,

Seyne fut ici à son aise,

battant le siège du pilier. »
Quelque temps après cette inondation, l'on commença à bâtir des maisons où l'on a fait depuis le nouveau Châtelet, auparavant c'était un
lieu plein d'immondices et d'ordures.
Charles Le Maire indique, en 1685, que c'est un marché qui se tient à certains jours de la semaine, où l'on vend toutes sortes de gibier, volailles crues, mortes et en vie, et autres viandes fines.
En 1702, la rue, qui fait partie du quartier de Saint-Jacques-de-la-Boucherie, comporte 9 maisons et 1 lanterne.
La rue a disparu en 1813 lors des travaux de démolition du Grand Châtelet.

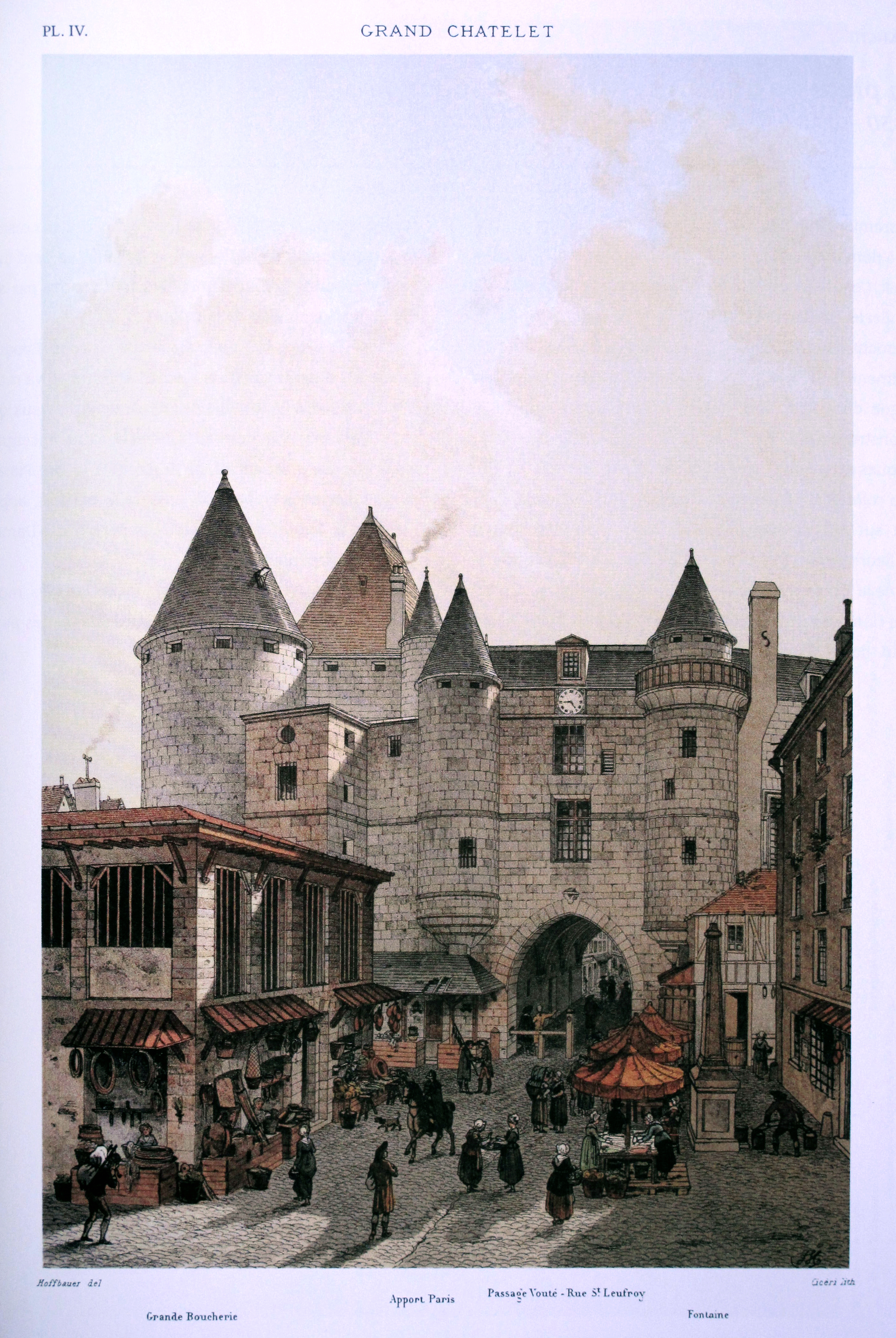
Vue du Grand Châtelet depuis la rue Saint-Denis.
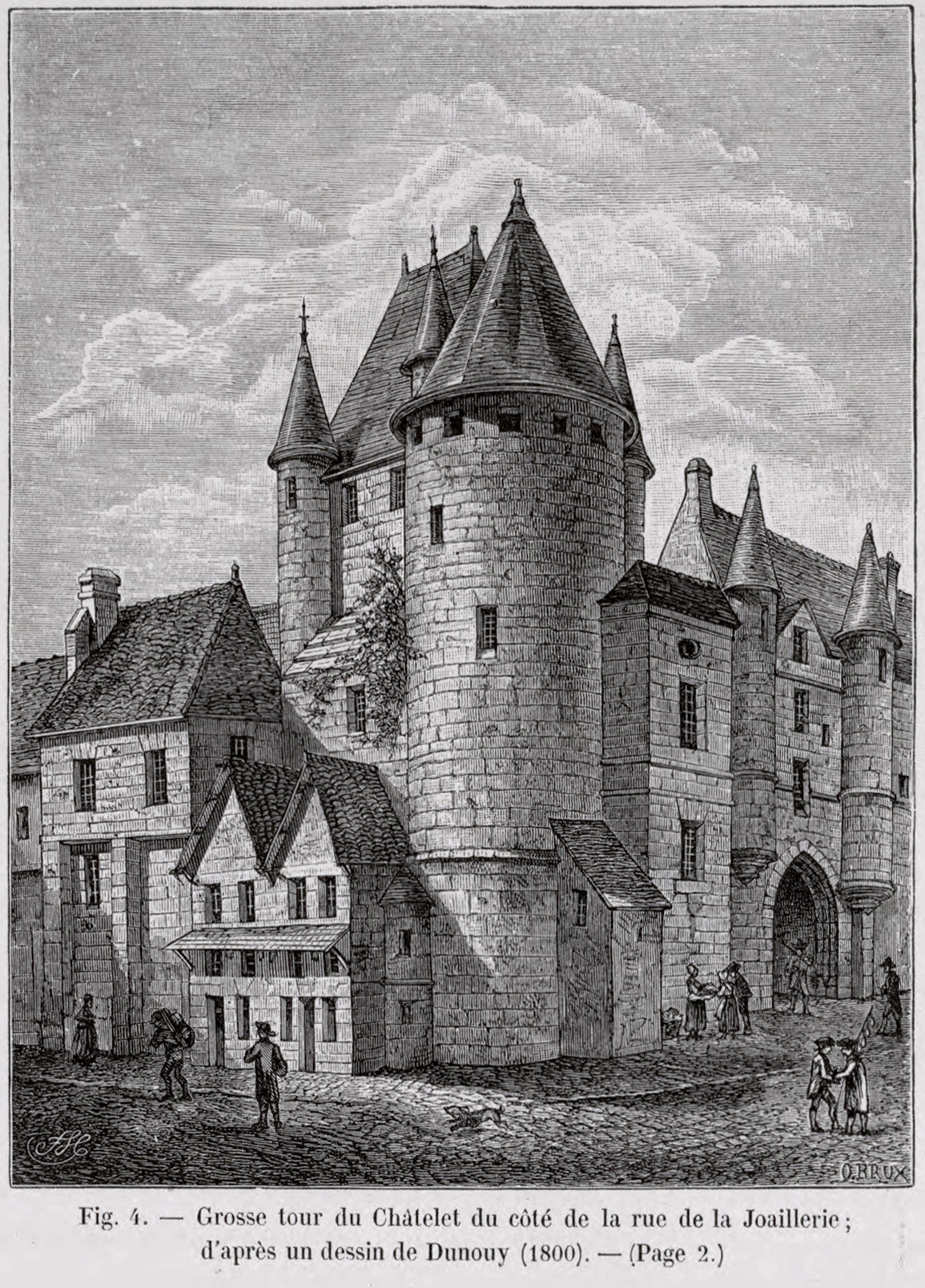
Grosse tour du Châtelet du côté de la rue de la Joaillerie.
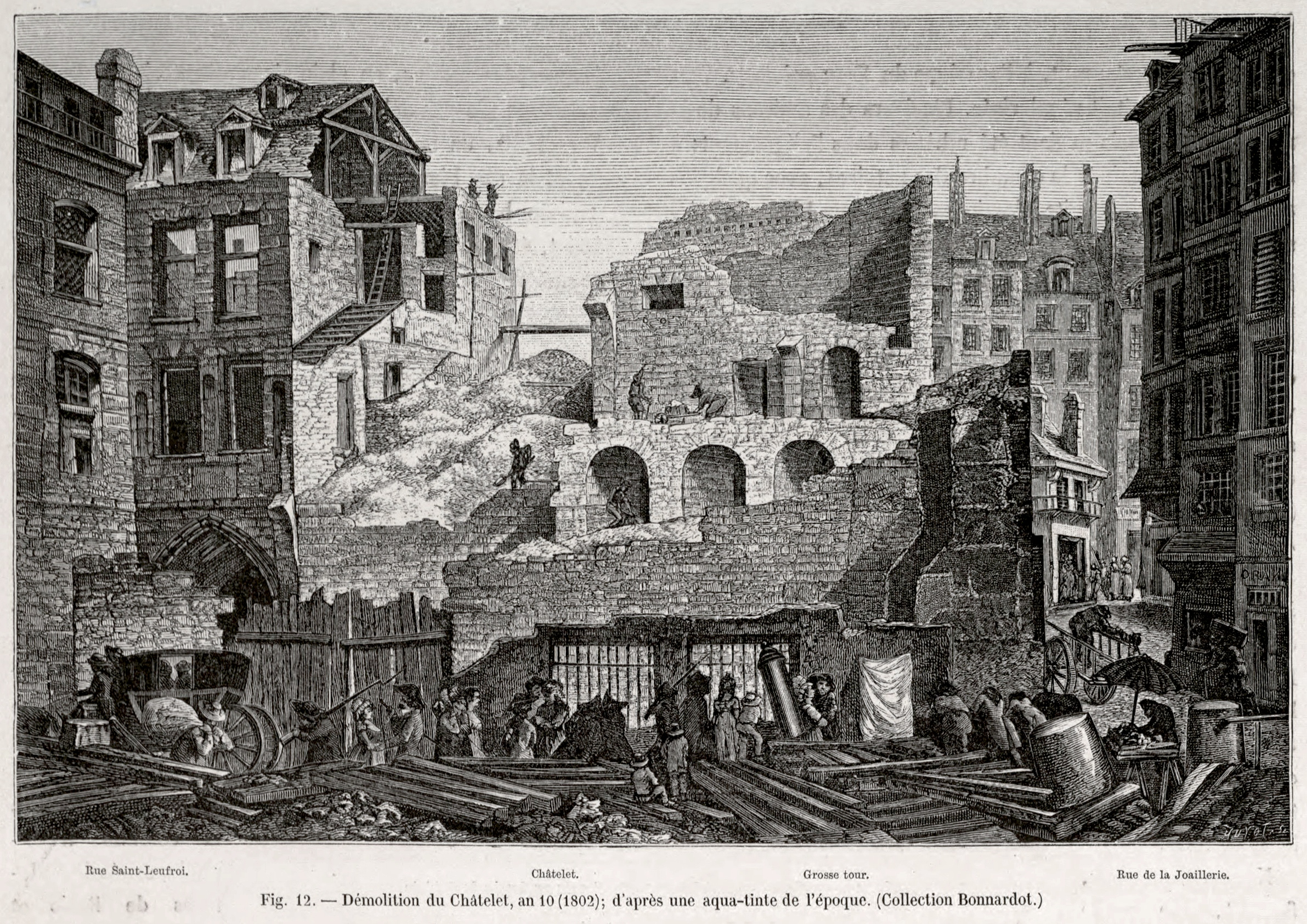
Démolition du Châtelet, an X (1802).